# Патаны Гуджарата

Флаг Джунагада во времена британского владычества

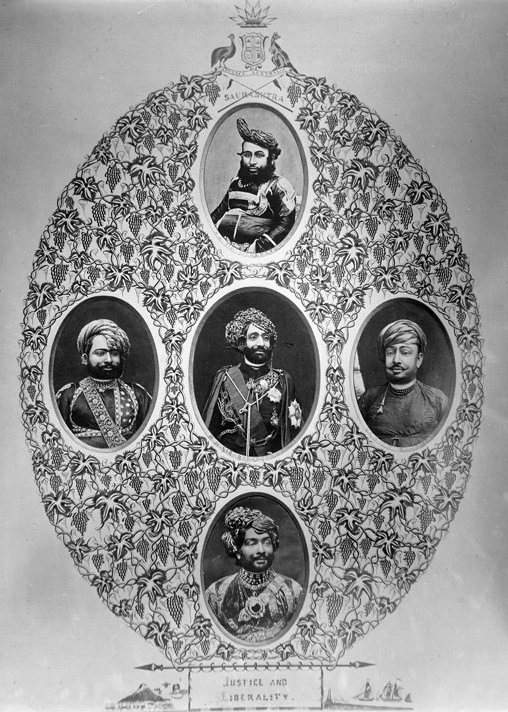
Джунагадские навабы и государственные чиновники, XIX век

 Гуджаратские пуштуны (патаны) (урду گجراتی پٹھان‎) — это группа пуштунов, которые поселились в регионе Гуджарат в Западной Индии. В настоящее время они образуют отдельную общину мусульман, говорящих на гуджарати и урду/хинди. Они распространены по всему штату, но живут в основном в Ахмедабаде, Раджкоте, Джунагадхе, Сурате, Бхавнагаре, Панчамахале, Коте, Котхе, Борсаде, Кхеде, Банаскантхе, Бхаруче, Гандинагаре, Сабаркантхе, Вадодаре и Мехсане. В основном они говорят на урду/хинди со многими заимствования из хиндустани и пушту. Большинство из них были индианизированы, поэтому для некоторых, возможно, хинди/гуджарати также являются родным языком, немногие старейшины в общине все ещё говорят на пушту. К распространенным племенам относятся Баби или Бабаи (пуштунское племя), Хан, Бангаш, Дуррани и Юсуфзай.

## История и происхождение
Патаны (пуштуны) прибыли в Гуджарат в средние века в качестве солдат в армиях различных индуистских и мусульманских правителей региона. Исторические свидетельства свидетельствуют о том, что самое раннее поселение пуштунов было во времена правления делийского султана Мохаммеда Туглака в XIV веке, когда были созданы военные колонии , также возможно, что многие сопровождали и составляли часть армии Махмуда Газни во время его вторжений в Гуджарат в 1024 году. Довольно много прибыло во время правления гуджаратского султана Махмуда Бегады, и с течением времени распространились по всему штату Гуджарат. В период правления Великих Моголов в Гуджарате продолжалось расселение пуштунов. С распадом империи Великих Моголов пуштунские вожди из племён баби или бабаи (пуштунское племя) и джалори стали правителями княжеств Джунагадх и Паланпур. В XIX веке появилось новое поселение пуштунов, в основном гильзаев-таноли из Афганистана, многие из которых поселились в городах Ахмедабад, Сурат и Хамбат. Они делятся на двенадцать родов, основными из которых являются Баби или Бабаи, Сама, Ханзада, Юсуфзай, Лохани, Мандори, Сулеймани, Сурат-Турк, Миани и Задран. Большая часть гуджаратских патанов принадлежит к бихари|джалори.

## Княжеские государства
Патаны Гуджарата были правителями ряда княжеств, главными из которых были Баласинор, Радханпур, Паланпур (Бихари, Лохани, Патан) и Джунагадх.

### Баласинор
Баласинор (также называемый Вадасинор) — город, расположенный в округе Кхеда, в Гуджарате, Индия. Княжество Баласинор было княжеским государством династии Баби и было создано 28 сентября 1758 года династией Баби из княжества Джунагадх, потомком которой является известная актриса Болливуда Парвин Баби. В настоящее время навабом является Его Высочество Наваб Баби Шри Мухаммед Салабат Ханджи II.

### Джунагадх

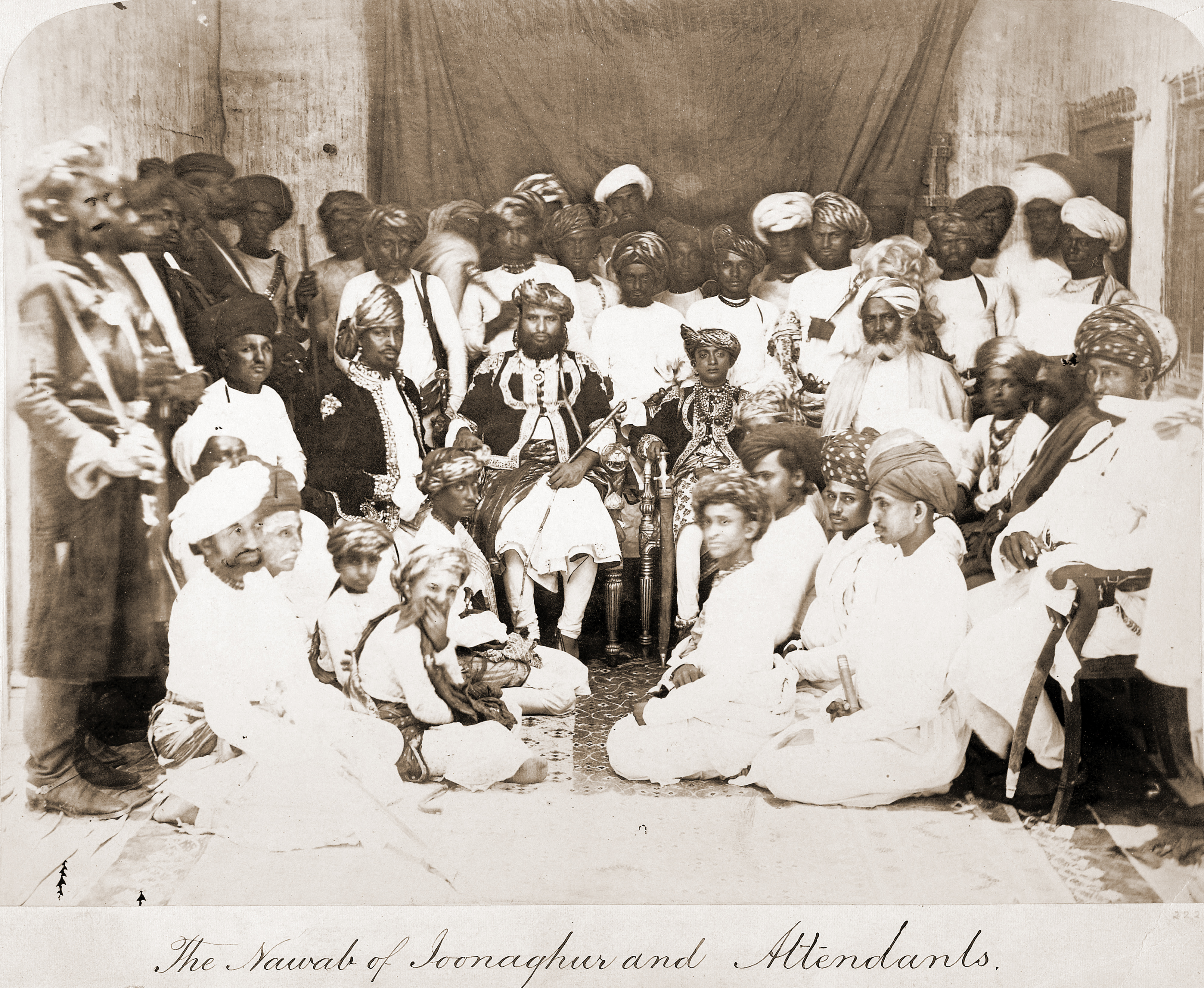
Мохаммад Махабат Ханджи II, наваб Джунагарха, с молодым Мохаммадом Бахадуром Ханджи III. 1870-е годы

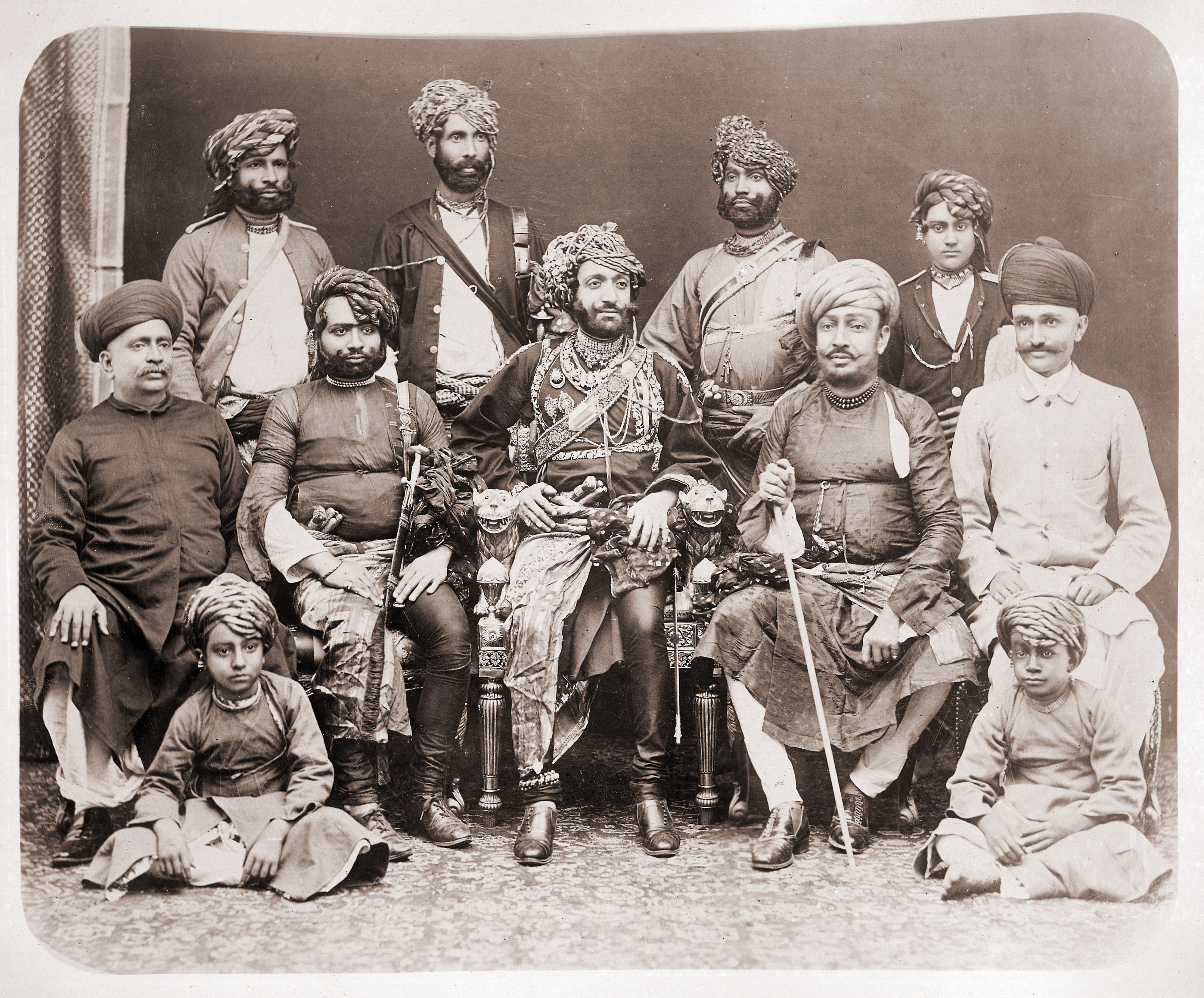
Бахадур Кханджи III (1882—1892), наваб Джунагада и государственные чиновники, 1880-е годы

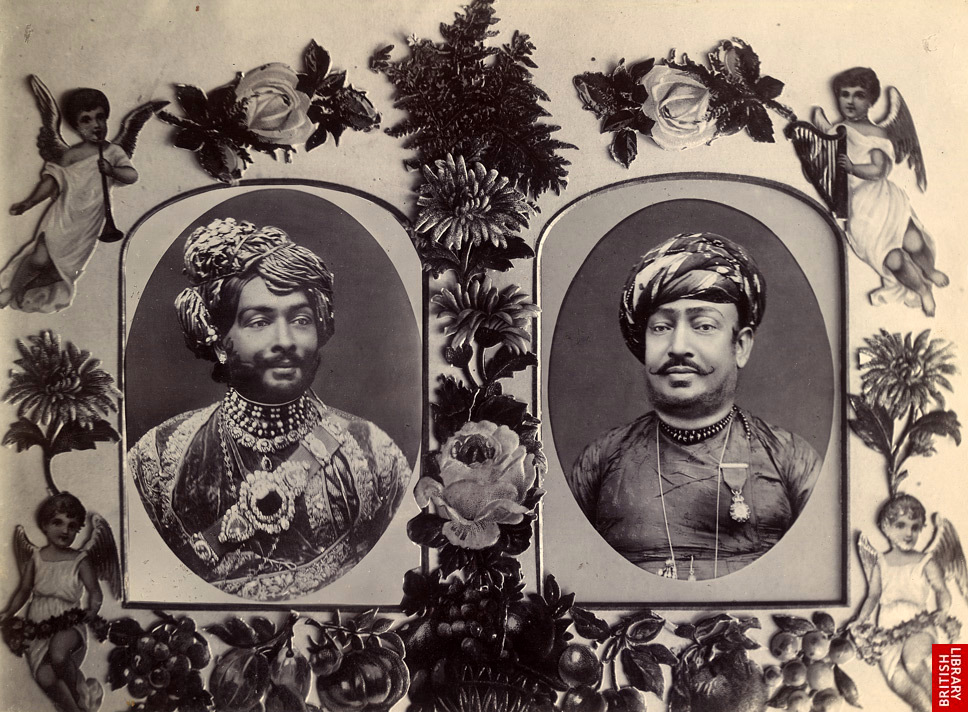
Мохаммад Расул Ханджи, наваб Джунагада, Бахадуддинбхай Хасаинбхай, Вазир, Джунагад, 1890-е годы

Мохаммад Шер Хан Баби, который был предан губернатору Гуджарата Субаху, основал княжество Джунагадх и провозгласил независимость в 1730 году после вторжения маратхов Гаеквадов. Мухаммад Шер Хан Баби, был основателем династии Баби из династии княжества Джунагадх. Его потомки, навабы Джунагадха из рода Баби, завоевали большие территории на юге Саураштры и правили государством в течение следующих двух столетий, сначала как данники маратхов, а затем под сюзеренитетом британцев. Навабы династии Баби:
- 1730—1758: Мохаммад Бахадур Ханджи I или Мохаммад шер хан Баби
- 1758—1774: Мохаммад Махабат Ханджи I
- 1774—1811: Мохаммад Хамид Ханджи I
- 1811—1840: Мохаммад Бахадур Ханджи I
- 1840—1851: Мохаммад Хамид Ханджи II
- 1851—1882: Мохаммад Махабат Ханджи II
- 1882—1892: Мохаммад Бахадур Ханджи II
- 1892—1911: Мохаммад Расул Ханджи
- 1911—1948: Мухаммад Махабат Ханджи III

Ост-Индская компания взяла под свой контроль государство в 1818 году. Нынешний старый город Джунагадх, построенный в XIX-XX веках, является одним из бывших княжеских государств, которые находились за пределами, но под сюзеренитетом Британской Индии. Некоторые из баби-пуштунов, которые были правителями и происходили из рода князей Джунагадха, до сих пор живут в Гуджарате. Главными из них были правители Ранпура Сората, Девгама, Матияны, Бамангада и Бантвы.

### Паланпур

Флаг княжества Паланпур

Паланпур был резиденцией княжества Паланпур, княжеского государства, управляемого афганской династией Лохани / Хетани, Бихари (Патан) (Джалори). "В то время как более ранняя история семьи — это те, кто обосновался в Бихаре в XII веке и правил там как султаны. Малик Хуррам Хан Вихари (Бихари), основатель дома Паланпур, покинул Бихар, и именно поэтому некоторые патаны лохани, известные как Бихари Патан в регионе Паланпур, и поступил на службу к Вишалдеву из Мандора в конце четырнадцатого века. Назначенный губернатором Сонгада или Джалора, он взял под свой контроль это место в неразберихе, последовавшей за смертью правителя Мандора; считается, что предок семьи женился на приемной сестре императора Великих Моголов Акбара и получил Паланпур и прилегающие районы в качестве приданого. Однако семья приобретает историческую известность в период нестабильности, последовавшей за кончиной Аурангзеба в начале XVIII века. Вскоре после этого он был захвачен маратхами. Лохани следовали тенденции обращаться к Британской Ост-Индской компании за помощью против них и, наконец, вошли в систему вспомогательных союзов в 1817 году вместе со всеми другими соседними государствами.
Княжество занимало площадь в 1766 км² (682 кв. миль), а население в 1901 году составляло 222 627 человек. В городе Паланпур в тот год проживало всего 8000 человек. Доход штата составлял примерно 50 000 рупий в год. Через него проходила главная линия железной дороги Раджпутана-Малва, и в нём находился британский военный городок Дееса. Пшеница, рис и сахарный тростник были основными продуктами. Омываемая рекой Сабармати, территория штата была густо покрыта лесами на севере (современное святилище Джессор), но на юге и востоке была холмистой и открытой. Страна была в целом несколько холмистой, находясь на краю хребта Аравалли. Нынешний Наваб сахаб княжества Паланпур — Его Высочество Диван Хан Махахан Наваб сахаб шри Музаффармухаммадханджи Бахадур. В Паланпуре правили 48 навабов. Другое происхождение лохани (хетани), бихари (патан), принадлежит к Абхганистану. Они правили в Паланпуре и принадлежат к той же семье Паланпур Наваб (Бхайат Джагирдар), и сейчас они живут в ближайших деревнях княжества Паланпур как мусульманский джагирдар.

### Радханпур

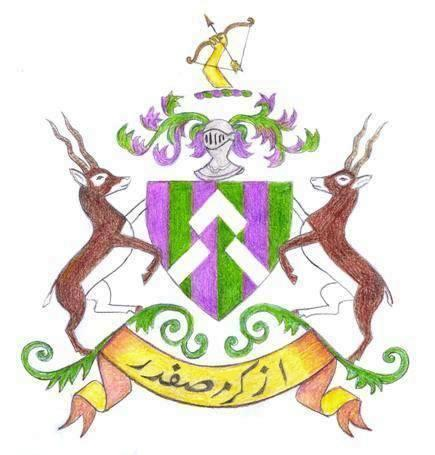
Герб княжества Радханпур

Княжество Радханпур было основано в 1753 году Джаваном Мард-ханом II, сыном Джавана Мард-хана I. Позже город Радханпур стал столицей княжеского государства Радханпур при Паланпурском агентстве Бомбейского президентства. Это был город-крепость, известный своей экспортной торговлей рапсом, зерном и хлопком.
Радханпур перешёл под британский контроль в 1813 году. Несмотря на это, навабы чеканили свои собственные монеты до 1900 года, когда государство приняло индийскую валюту; особо дальновидный наваб ненадолго ввел десятичную дробь, когда 100 фулусов равнялись одной рупии. Тем не менее, Индия не сокращала свою валюту до 1957 года.
Государство находится во власти семьи Баби с 1753 года, когда Джаван Мард-хан II получил от маратхов районы Паттан, Ваднагар, Сами, Мунджпур, Тарад, Висалнагар, Хералу, Радханпур, Тарварах и Виджапур. Они были связаны с правящими домами Джунагадха и Баласинора, двух других штатов Гуджарата. После смерти Бисмиллаха хана в 1895 году Радханпур был передан под опеку британских офицеров, которые взяли на себя казначейство и управление, пока преемник наваба, который был несовершеннолетним, не достиг совершеннолетия. В 1907 году Хаджи Мухаммад Шер Ханджи получил все полномочия, но он умер в 1910 году, и ему наследовал его брат. Территория штата занимала 1150 квадратных миль (3000 км²), а население (1901) составляло 61 403 человека.
Диван Паланпура получил салют из 13 орудий, а наваб Радханпура получил салют из 11 орудий.

## Нынешние обстоятельства
Произошёл процесс коренизации, и патаны теперь неотличимы от других гуджаратских мусульман. С обретением независимости от британского правления в 1947 году община стала свидетелем исчезновения их традиционных занятий. Наибольшая концентрация патанов находится в городе Барода, за которым следуют Кхеда, Мехсана и Банаскантха. У них также есть свои собственные деревни, и в основном они занимаются земледелием. Многие из них в настоящее время работают механиками в Государственной транспортной корпорации, в то время как другие открыли гаражи. Как преимущественно городское сообщество, многие из них в настоящее время заняты в текстильной промышленности. Они мусульмане-сунниты и, как и другие гуджаратские мусульмане, имеют свою собственную кастовую ассоциацию, Гуджаратский патан Джамат.

## Подразделения
Пуштуны Гуджарата включают в себя три отдельные эндогамные общины: Патан Ханзада, Баби или Бабаи (пуштунское племя) и Сама.

### Бабийские патаны
Баби или бабаи (пуштунское племя) прибыли в Гуджарат во времена правления империи Великих Моголов. После распада империи Великих Моголов баби были вовлечены в борьбу с маратхскими Гаеквадами за контроль над Гуджаратом. В то время как маратхи добились успеха в установлении полного контроля над Гуджаратом, баби оставались хозяевами княжеств Джунагадх, Радханпур, Баласинор, Бантва Манавадар и др. Они встречаются по всему северному Гуджарату и Саураштре. Большинство баби, за исключением княжеских родов, живут в скромных условиях. Многие из них являются мелкими землевладельцами, но среди баби наблюдается заметная урбанизация. Баби эндогамны, но есть случаи браков с общинами чаухан и бехлим, и они принимают дочерей от шейхов и суннитских бохров.

### Кабульцы
Термин кабули буквально означает любого жителя города Кабул в Афганистане. В Гуджарате этот термин применялся к любому пуштуну, прибывшему в Гуджарат в XIX веке, большинство из которых были гильзаями. Исторически сложилось так, что община была торговцами, покупавшими лошадей в Катхиаваре и продававшими их в Раджпутане и Декане. Они встречаются в основном в Ахмедабаде и говорят на хиндустани, а также на гуджарати. Некоторые пожилые члены общины все ещё могут говорить на пушту. В значительной степени они образуют отдельное сообщество, вступая в браки между собой, мало взаимодействуя с другими патанами Гуджарата.

### Патаны Сама в Борсаде
Сама — это патаны из племени Юсуфзай, которые ведут свою родословную от деревни Сама или Самра, недалеко от города Пешавар. Они пришли как солдаты в армии навабов Камбата. Отсюда они отправились в Борсад, чтобы обеспечить защиту местных мусульман, которых преследовали маратхи. Пуштунов возглавлял Муса-хан, который добился успеха в изгнании маратхов. В благодарность местный вождь Маликов выдал замуж свою дочь и деревню Раджа мохалла, штат Гуджарат. Потомки Мусы хана теперь известны как Сама патаны. Они представляют собой локализованное сообщество, встречающееся только в Борсад и деревни вокруг города. Община также находится в процессе урбанизации, многие мигрируют в Ахмедабад. Они строго эндогамны, практикуя как параллельные, так и перекрестные браки между двоюродными братьями и сестрами. В редких случаях браки заключаются с бабийскими патанами и реже с общинами маликов.

### Патан Ханзада
Ханзада встречаются в деревне Панду Савли техсил округа Барода. Говорят, что они пришли из Кабула под предводительством Махабат Хана Даулата Ханджи Ханзады, которому гуджаратский султан Махмуд Бегада даровал деревню Панду. Они были влиятельными местными правителями до возвышения маратхских правителей княжества Барода из династии Гаеквадов, которые аннексировали их штат и низвели их до положения джагирдаров. Они отличаются от других гуджаратских патанов тем, что говорят на гуджарати, а не на хиндустани. Они строго эндогамны, не вступают в браки с другими группами патанов. Община практикует как перекрестные, так и параллельные браки двоюродных братьев и сестер. Они по-прежнему являются сообществом землевладельцев, многие из которых по-прежнему являются довольно крупными землевладельцами. Ханзада выращивают табак и сорго, продавая свой урожай торговцам из Кхеды. Они имеют неформальную кастовую ассоциацию, которая поддерживает строгий социальный контроль над сообществом.

### Бангаш и Задран
Патаны племен бангаш и задран являются одними из первых пуштунских поселенцев в Гуджарате. Первоначально они были поселены в городе Патан ранними султанами Гуджарата на военной службе. Затем они распространились в округах Паланпур и Унджа и сыграли ключевую роль в истории княжеств Паланпур и Радханпур. В отличие от других гуджаратских пуштунов, они говорят на гуджарати. Община по-прежнему состоит в основном из землевладельцев и земледельцев и проживает в основном в районе Мехсана.